# 툴리오 레제

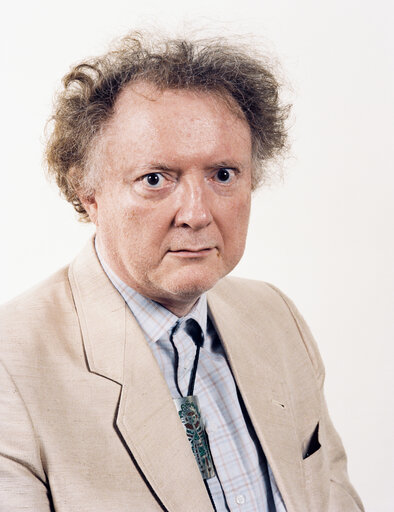

툴리오 레제(이탈리아어: Tullio Regge, 1931–)는 이탈리아의 이론물리학자이다.

## 생애
1931년 7월 11일 토리노에서 태어났다. 1952년에 토리노 대학교에서 물리학 학사 학위를 수여받았고, 로체스터 대학교에서 1957년에 박사 학위를 수여받았다. 1958년~1959년에는 막스 플랑크 연구소에서 있었고, 1961년에는 토리노 대학교 물리학 교수가 되었다. 1965년~1979년에는 프린스턴 고등연구소에 있었다.
1989년~1994년 동안 이탈리아 공산당 후보로 유럽 의회 의원으로 있었다. 현재 토리노 공과대학교 퇴직 교수로 있다.
레제의 이름을 따 한 소행성이 3778 레제로 명명되었다.